# Paolo Mantero
Paolo Mantero (Genova, 8 giugno 1975) è un produttore discografico e regista italiano.

## Carriera
Paolo Mantero inizia la sua carriera artistica durante gli anni dell'Università, disegnando per l'editore Rock'n'Comics un personaggio manga presentato al Lucca Comics & Games del 1999. 
Nel 2001 c'è la svolta musicale che si concretizza nella pubblicazione su etichetta BlissCo. del suo primo singolo De Musica Tonante con lo pseudonimo di Parcivalia. Lo stesso brano viene riarrangiato da Gabry Ponte che lo fa uscire nuovamente nel 2003: il pezzo entra nella classifica FIMI dei singoli più venduti e rimane in testa alla classifica Dance di Discoradio per 3 settimane. Nel 2004 inizia con lo pseudonimo Camelot una serie di singoli dalle sonorità epiche e medioevali, miscelate con i suoni tipici della musica dance. Il primo di questi, Ginevra, raggiunge la vetta della classifica Out Of Mind di Radio m2o. 
Nel 2005, un'ulteriore svolta indirizza Paolo verso la sua attuale carriera di regista sotto il marchio Armonica Film, nuova casa di produzione video da lui fondata che, dal 2008 al 2009, vede crescere in maniera esponenziale la propria attività. 
Da allora Paolo Mantero e Armonica Film vantano una lunga esperienza con clienti internazionali. Fra le numerose produzioni realizzate nel corso degli anni, una delle più importanti è stata senza dubbio la trasmissione televisiva Mashaheer, trasmessa da Dubai Tv, a tema moda e lifestyle. Paolo è stato direttore della fotografia per le stagioni 2019 e 2020, con Armonica Film al montaggio.  
Attualmente, Paolo si dedica in modo particolare alla produzione di documentari e video aziendali. Fra i lavori più recenti da lui diretti si può citare Il viaggio nel viaggio - Percorsi tra arte e cultura, progetto a conduzione di Roberto Giacobbo realizzato per i treni Frecce di Trenitalia. Come direttore della fotografia ha collaborato alla realizzazione di Sacrilege: The Unholy Radicalization of Europe, un documentario scritto e diretto da Barry Avrich con voce narrante di Brian Cox.

## Video musicali
- 2014 - Francis Sun - "Do You Really Love Me"
- 2014 - OMB - "Cappellaio Matto"
- 2014 - Babibevis - "Roll Up Di Bot"
- 2013 - Babibevis - "Divine Love"
- 2013 - Chris Valco- "È la mia Vita"
- 2013 - Chris Valco- "Una Stella"
- 2013 - Lachaise - "Tuska"
- 2013 - MCRJ Project - "The Art of Travel"
- 2013 - The Curls - "Non Odiarmi"
- 2013 - Luca Lastilla - "La Prima Volta"
- 2013 - Babibevis - "J'adore"
- 2013 - Lachaise - "He's not speaking in my name"
- 2013 - Francisco Bayon - "Splendido Splendente"
- 2013 - Babibevis - "Shine"
- 2012 - Glavidio - "Le Radici Nella Mia Terra"
- 2012 - Geminy - "My Fellow Prisoner"
- 2012 - Qzer - "Jazba Rap"
- 2012 - The Curls - "Gocce di Pioggia"
- 2012 - Nesh - "Tentazione Atroce"
- 2012 - Freddy Calle feat. Jonathan La Lokura - "Pichulay"
- 2012 - Benedetta Spagnoli - "Mezza Luna"
- 2012 - Simone Pisapia feat. Jonathan La Lokura - "Vamos A Bailar"
- 2012 - Freddy Calle - "Full Reggaeton"
- 2012 - Topakabana feat. Jonathan La Lokura - "Damela Belen"
- 2012 - Jonathan La Lokura - "Chica Loca"
- 2012 - Benny - "La Principessa di Papà"
- 2011 - Alessandro Bosco - "Attore Di Una Vita"
- 2011 - The Curls - "Non Perderti"
- 2011 - Luca Lastilla  - "Spero Nel Vento"
- 2011 - Alessandro Bosco - "Nel Mondo Che Vorrei"
- 2011 - Evailo feat. Vassil Naidenov - "El Mundo Moderno"
- 2011 - Go-Rilla - "Traffico Illegale"
- 2011 - Benny - "Baciami"
- 2011 - Osaro - "Di Più"
- 2011 - Wise - "Nelle Terre Marce"
- 2011 - Benny - "Se Non Avessi Te"
- 2010 - Alessandro Bosco - Brivido In Un Attimo
- 2010 - Simone Pisapia feat Jonathan La Locura - "Movida"
- 2010 - Osaro - Hot Dog
- 2010 - Pedro - Don't stop me
- 2010 - Clan Bastardo - Hotel Babylon
- 2010 - Luca Lastilla - Briciole Sulla Pelle
- 2009 - Oxi - La Faccia In Video
- 2009 - Zoe Fuentes - Solo Tu Puedes Ser
- 2009 - Federico Novelli - Siamo Soli
- 2009 - Benny - Lacrime
- 2009 - Oxi - Stacco La Spina
- 2009 - Fabio Del Toro - Vola Daniela
- 2009 - Babibevis - Doctor
- 2009 - Federico Novelli - Portami Con Te
- 2009 - Principessa - Mi Manchi Da Morire
- 2009 - Oussama Betro - Kaas El Kharam
- 2009 - Luca Lastilla - Niente Come te
- 2009 - Benjamin Braxton - Now I Know
- 2008 - Francis Pena - Me Amaras
- 2008 - Wise - Cowboys And...
- 2008 - Enzo Cassibba - Cuore D'Irlanda
- 2008 - Luca Lastilla - Non Mi Svegliare
- 2007 - Fiorenzo - Notti Insonne
- 2007 - Silvia Napoli - Sognami

## Film
- 2012 - I Colori Dell'Amore

## Spot pubblicitari
- 2014 - Eurosup
- 2013 - Magicsan Robot
- 2013 - Villa Salina
- 2012 - Dafne Costruzioni 2012
- 2012 - Grillo Saverio Noleggio
- 2011 - Double Excess
- 2010 - Movida Sicura
- 2010 - Krisi Nera
- 2010 - Spot Anti Nucleare IDV
- 2009 - Dafne Costruzioni
- 2009 - Prugne Della California

## Singoli
- 2007 - Camelot feat. Francesco Molinelli - Joan Of Arc
- 2007 - Doctor 69 - Strip Poker
- 2006 - Nagada - Wake Up Together
- 2005 - Camelot - Rise And Fall
- 2005 - Sexproof - Everyday
- 2004 - Doctor 69 - La Bottiglia
- 2004 - Camelot - Ginevra
- 2004 - Mantero - Stella
- 2004 - Promise Land feat. Mantero - Voulez Vous danser?
- 2003 - Promise Land feat. Mantero - Batticuore
- 2000 - Parcivalia - De Musica Tonante

## Collaborazioni
- 2010 - Jluis DJ - Chiara
- 2009 - Jluis DJ - Marilu
- 2008 - Jluis DJ - Dance On The Floor
- 2006 - Calamity Jane - Far West
- 2006 - Hot Bloggers - A Nueva Vida
- 2005 - Dj Morgan - Nymphomaniac Girl
- 2005 - Dj Carpi - The Garden
- 2004 - Guglielmo Marconi - Circus
- 2004 - ADA - La Tua Notte
- 2004 - Fontes - The Sailor
- 2004 - ADM - Tibet

## Remixes
- 2006 - Electro Noise - Scream Anymore
- 2006 - K. Williams - City Lights
- 2006 - New Day - Reach The Sky
- 2006 - Dee Jay Anady - I'm Alive
- 2003 - Danijay - I Fiori Di Lillà (Pop Mix)
- 2003 - Sonido Latino - La Ruta De La Playa
- 2003 - Invertigo feat. Mad Bob - The Best
- 2003 - Invertigo feat. Mad Bob - This Is A Mother Fukkin Dance!
- 2003 - Dhana - Manger La Pomme

## Libri
- 2006 - Armonica Of Course!

## Fumetti
- 2000 - Enya - Illustration Book
- 1999 - Enya - Vol.1